# 溝口功
溝口 功（みぞぐち いさお、3月15日 - ）は、作詞家・作曲家・ミュージシャン。音響制作・イベント制作・ラジオ制作会社であるツーファイブの元代表取締役。大分県出身。
愛称として「ドン・マッコウ」があり、ラジオ番組やイベントの出演では専ら「ドン・マッコウ」を用いている。
声優の成瀬誠と癒し系デュオまこまっこうを結成。不定期でインターネットラジオの配信、ライブ・イベントを行っている。

## ラジオ出演
- CYBER NET J
- 望月久代のプリンアラモード
- マッコウ・萩のLUNER シルバースターストーリー（1995年10月～1997年10月 TBSラジオ）
- マッコウ・みわのドミドミハンター（ラジオ関西）
  - マッコウ・みわのドミドミハンターV3（ラジオ関西）
- 池澤春菜のみんなで、た～る ～ラジオ・マリーのアトリエ～（1997年10月～1998年3月 文化放送）
- 池澤春菜のぱちモンOSAKA（1998年4月～1999年3月 ラジオ大阪）
- 池澤春菜の人間風車（2000年1月～2000年6月 ラジオ関西）
- 山本麻里安の集まれ!フェアリーアイランド
- 山本麻里安のShall we Lucky!
- ドン舞CLUB
- フェンスの上で佇んで
- クラノア放送委員会
- Game Walker Net